# Gänswein
Gänswein ist ein deutscher Familienname.

## Herkunft und Bedeutung
Gänswein ist ein Patronym zum deutschen Rufnamen Gozwin.

## Varianten
- Goswin, Gößwein, Geßwein, Genswein

## Namensträger
- Georg Gänswein (* 1956), deutscher Geistlicher, Privatsekretär Benedikts XVI., Kurienerzbischof